# 도비도
도비도는 충청남도 당진시 석문면 난지도리에 있는 옛 섬이다. 방조제가 생겨 연륙되었고, 난지도로 가는 배가 다닌다.